# Korényi Olga
Korényi Olga (Budapest, 1942. február 1. –) magyar bajnok úszó, edző.
1956-ban lett a III. kerületi TTVE úszója. 1961-ben szerezte első magyar bajnoki címét. Ugyanebben az évben a válogatott keret tagja lett. 1962-ben tagja volt az Európa-bajnoki negyedik helyezést elérő 4 × 100 méteres vegyes váltónak. Ugyanitt 100 m háton nem jutott tovább a selejtezőből. 1965-ben az Újpesti Dózsa Sportolója és edzője lett. 1968-ban felhagyott a versenysporttal. Ebben az évben testnevelés tanári diplomát szerzett. 1972-ben edzőként végzett a Testnevelési Főiskolán. Legsikeresebb tanítványa Darnyi Tamás olimpiai bajnok úszó.

## Sporteredményei
Európa-bajnokság
- 4 × 100 m vegyes
  - negyedik: 1962

Universiade
- 100 m hát
  - ezüstérmes: 1963
  - ötödik: 1965
- 100 m pillangó
  - ezüstérmes: 1963
- 4 × 100 m gyors
  - aranyérmes: 1963
  - aranyérmes: 1965
- 4 × 100 m vegyes
  - aranyérmes: 1963
  - aranyérmes: 1965

Magyar bajnokság
- 100 m hát
  - aranyérmes: 1961, 1962, 1965
  - ezüstérmes: 1963, 1964, 1966
  - bronzérmes: 1960
- 200 m hát
  - ezüstérmes: 1964
  - bronzérmes: 1960
- 100 m pillangó
  - bronzérmes: 1960, 1961, 1962
- 4 × 100 m gyors
  - aranyérmes: 1966
  - ezüstérmes: 1967, 1968
- 4 × 100 m vegyes
  - ezüstérmes: 1962
  - bronzérmes: 1963, 1966, 1967, 1968
- folyamúszás
  - ezüstérmes: 1960

## Díjai, elismerései
- Mesteredző (1991)Fair play díj 2016